# Richard Codey
Richard James "Dick" Codey (West Orange (New Jersey), 27 november 1946) is een Amerikaans politicus. Hij was gouverneur van de staat New Jersey, en tweemaal waarnemend gouverneur. Momenteel is hij voor de Democratische Partij de meerderheidsleider in de Senaat van New Jersey.

## Levensloop
Codey begon zijn carrière als uitvaartondernemer, hetzelfde beroep als zijn vader. In 1974 werd hij in het Huis van Afgevaardigden van New Jersey gekozen. Daarin had hij tot 1981 zitting. In datzelfde jaar behaalde hij een Bachelor of Arts in onderwijs aan de Farleigh Dickinson University. Ook werd hij gekozen in de Senaat van New Jersey. Daarin had 30 jaar zitting en was van 2000 tot 2004 en van 2008 tot 2010 voorzitter.
Na het vertrek van gouverneur Christine Todd Whitman trad Codey in 2002 drie dagen op als waarnemend gouverneur. Op 15 november 2004 volgde Codey Jim McGreevey op als gouverneur. Deze trad af nadat hij bekend had homoseksueel te zijn en een seksuele relatie met een andere man had gehad. Aanvankelijk was Codey waarnemend gouverneur, maar bij wet krijgt in New Jersey een waarnemend gouverneur nadat hij 180 dagen in functie is de status van gouverneur. Beide malen was Codey voorzitter van de Senaat. In deze positie was hij de eerst aangewezen persoon om de gouverneur op te volgen, aangezien New Jersey de functie van luitenant-gouverneur niet kende. Hier kwam overigens een einde aan toen de grondwet van New Jersey in november 2005 op dit punt werd gewijzigd.
Codey was zo populair onder de bevolking van New Jersey dat hij overwoog zich voor een volle termijn verkiesbaar te stelen. De Amerikaanse senator John Corzine, ook Democraat, stelde zich ook verkiesbaar en kon rekenen op veel steunbetuigingen.
Als politicus is Codey een voorstander van meer aandacht voor de geestelijke gezondheidszorg en pleit hij ervoor dat ze worden opgenomen in ziektekostenverzekeringen voor werknemers en in Medicare. Zijn vrouw Mary Jo had ook last van een postpartumdepressie. Toen radiopresentator Craig Carton daar een grap over maakte liet Codey boos weten dat hij het buiten op straat wilde uitvechten. In juli 2005 verdedigde hij ook actrice Brooke Shields toen zij had aangegeven aan een postpartumdepressie te hebben geleden.
Codey benoemde Mary Jane Cooper als de eerste inspecteur-generaal van New Jersey. In deze functie moest zij toezien en iets doen aan mismanagement bij de overheid. Ook tekende hij een wet waarin stond opgenomen dat bedrijven die voor de overheid werken geen campagnedonaties mogen doen aan politici.
Als gouverneur bepleitte hij ook een wet waardoor roken in staatsgebouwen verboden werd. Ook zette hij een Task Force op die een eind moest maken aan het gebruik van steroïden op scholen voor het verbeteren van de sportprestaties. Middelbare scholieren die in hun sport op hoog niveau spelen moeten nu op dopinggebruik worden getest. Een belangrijk moment was toen hij een moratorium instelde voor de doodstraf. Onder zijn opvolger Corzine werd de doodstraf geheel afgeschaft in New Jersey.
Na zijn periode als gouverneur keerde hij terug in de Senaat van New Jersey. Op 12 april 2007 werd hij waarnemend gouverneur omdat Corzine ernstig gewond raakte bij een auto-ongeluk. Op 7 mei 2007 keerde deze terug in functie.
Codey werd in 2009 benaderd door de regering van president Barack Obama of hij zich geen kandidaat wilde stellen voor het gouverneurschap als Corzine zich terugtrok als de Democratische kandidaat. Dit vanwege polls waaruit bleek dat Codey het niet goed deed ten opzichte van zijn Republikeinse tegenspeler Chris Christie. Corzine trok zich uiteindelijk niet terug en verloor de verkiezingen.
- Gemeinsame Normdatei: 1188653911
- Virtual International Authority File: 3359156133230358430004
- WorldCat: E39PBJpv6h9q9mGJfRw6PfvCQq